# Dun Emer Press

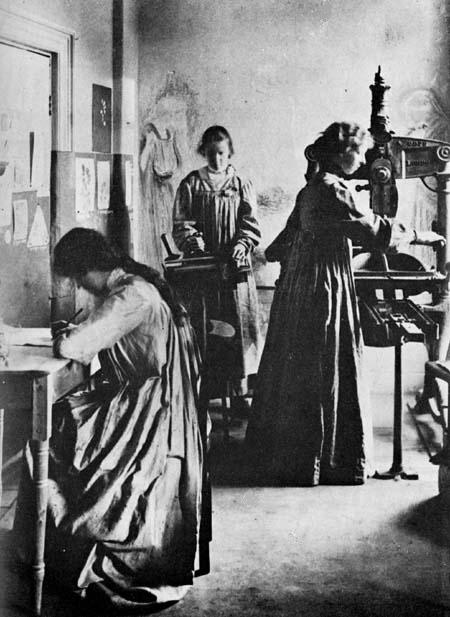
Dun Emer Press, ca. 1903. Elizabeth Yeats staat bij de handpers, de andere twee vrouwen zijn Beatrice Cassidy (bij de inktrol) en Esther Ryan (die drukproeven corrigeert).

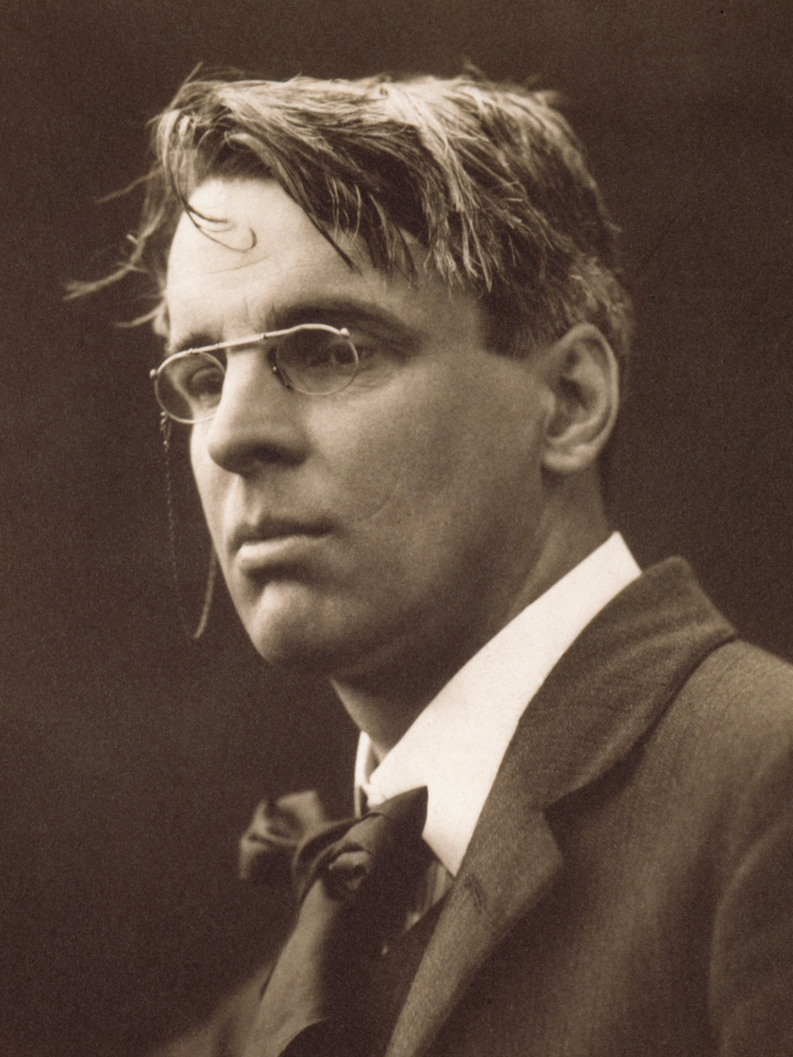
William Butler Yeats gefotografeerd in 1911 door George Charles Beresford

Dun Emer Press was een kleine Ierse private press, opgericht in 1902 door Elizabeth ''Lolly'' Yeats en haar zuster Susan ''Lily'' Yeats.

## Geschiedenis
In 1902 richtten de gezusters Elizabeth en Lily Yeats samen met Evelyn Gleeson in Dundrum (nabij Dublin) een ambachtelijk atelier op, dat ze Dun Emer noemden. Het bedrijf was gespecialiseerd in drukken en ander ambachtelijk werk, en Elizabeth Yeats stond er aan de drukpers. In Londen hadden Yeats en Elizabeth deel uitgemaakt van de kring rond William Morris en zij waren geïnspireerd geraakt door zijn drukwerk.
Evelyn Gleeson bood de gezusters Yeats haar grote huis in Dundrum aan, waarin jonge vrouwen een ambachtelijke opleiding en werk kregen op het gebied van boekbinden, drukken, weven en borduren, en ook woonden. Boekbindworkshops kwamen er later bij.
Dun Emer Press was vernoemd naar Emer, dochter van Forgall Monach en echtgenote van de held Cú Chulainn in de Ulstercyclus uit de Ierse mythologie, een figuur bekend om haar artistieke vaardigheden evenals haar schoonheid. De titelpagina van Dun Emer Press werd ontworpen door graveur Elinor Monsell (1879-1954) en toont Emer staande onder een boom. Monsell ontwierp ook het symbool van het Abbey Theatre in Dublin, waarin de mythologische koningin Maeve op jacht met een wolfshond te zien is. Het doel van de drukkerij was het publiceren van literair werk van Ierse auteurs. Elizabeth en de jongere broer van Lily Yeats, kunstenaar Jack Butler Yeats, deed veel van het illustratiewerk.
Vanaf 1906 werd een grote serie gekleurde prenten uitgegeven. De meeste waren ontworpen door Jack B. Yeats. Een lijst ervan uitgegeven in Dublin rond 1939 omschrijft 97 prenten en wenskaarten. Een definitieve lijst (ca. 1950) noemt er 129.
In 1904 werd het Dun Emer-atelier opgesplitst in twee delen: Dun Emer Guild onder Gleeson en Dun Emer Industries onder de gezusters Yeats. Dun Emer Press produceerde boeken in beperkte oplage, met de hand gedrukt op de wijze van The Kelmscott Press van William Morris. De gepubliceerde teksten werden geschreven of geselecteerd door W.B. Yeats die fungeerde als literair redacteur en tevens de activiteiten van de drukkerij subsidieerde, omdat geen winst werd gemaakt. In haar prospectus uit 1903 repte de drukkerij van een goed achttiende-eeuws lettertype en papier gemaakt van linnen lompen en zonder bleekmiddelen.
Naast boeken werden er ook pamfletten ontworpen door Jack Yeats gedrukt en met de hand ingekleurde wenskaarten. In 1908, nadat de uitgeverij elf literaire titels had voortgebracht, werden de verschillende onderdelen van het atelier volledig gescheiden, waarbij Gleeson de naam Dun Emer behield. De gezusters Yeats verlieten Dundrum en Elizabeth ging over tot de oprichting van Cuala Press in Churchtown, Dublin.

## Lijst van gepubliceerde boeken
- W. B. Yeats, In the Seven Woods|In the Seven Woods: being poems of the Irish heroic age (The Dun Emer press, 1903)
- George William Russell, The Nuts of Knowledge, lyrical poems old and new (The Dun Emer press, 1903)
- Douglas Hyde, The Love Songs of Connacht, being the fourth chapter of the songs of Connacht, collected and translated by Douglas Hyde (Dun Emer press, 1904)
- W. B. Yeats, Stories of Red Hanrahan (The Dun Emer press, 1904)
- Lionel Johnson|Lionel Pigot Johnson, Twenty one poems written by Lionel Johnson, selected by William Butler Yeats (The Dun Emer Press, 1904)
- William Kirkpatrick Magee, Some Essays and Passages by John Eglinton, selected by William Butler Yeats (Dun Emer Press, 1905)
- William Allingham, Sixteen poems, by William Allingham, Selected by William Butler Yeats (The Dun Emer press, 1905)
- Lady Gregory, A Book of Saints and Wonders put down here by Lady Gregory according to the old writings and memory of the people of Ireland (The Dun Emer Press, 1906)
- George William Russell, By Still Waters; lyrical poems old and new by A. E. (The Dun Emer Press, 1906)
- Katharine Tynan, Twenty one poems; selected by W. B. Yeats (Dun Emer press, 1907)
- W. B. Yeats, Discoveries; a volume of essays by William Butler Yeats (Dun Emer press, 1907)